# Влада (фільм, 2018)
«Влада» (англ. Vice) — американська біографічна політична сатира, чорна комедія 2018 року, режисера, сценариста та продюсерв Адама Мак-Кея. До акторського складу увійшли Крістіан Бейл у ролі колишнього віце-президента США Діка Чейні, а також Емі Адамс, Стів Керелл, Сем Роквелл, Джастін Кірк, Тайлер Перрі, Елісон Пілл, Лілі Рейб та Джессі Племенс у ролях другого плану. Фільм розповідає про Діка Чейні на його шляху до того, щоб стати найвпливовішим віце-президентом в історії Америки.
Фільм було випущено у прокат США 25 грудня 2018 року компанією «Annapurna Pictures». Збори по всьому світі склали 76 мільйонів доларів. Відгуки розділилися від того, що стрічку називали «одним із найкращих фільмів року», до тверджень про її найгіршість, а сценарій і режисура Маккея отримали як «різку критику, так і урочисту похвалу». Робота отримала вісім номінацій на премію «Оскар», у тому числі за найкращий фільм, перемогу в номінації «найкращий грим та зачіски». Також номінувався по шести номінацій «Золотого глобуса» (включно з найкращим фільмом – мюзикл чи комедія) та BAFTA. За свої роботи Крістіан Бейл, Емі Адамс та Сем Роквелл були номіновані на всіх трьох преміях, а Бейл отримав «Золотий глобус» за найкращу чоловічу роль – мюзикл або комедія.

## Сюжет
Історія Діка Чейні, невибагливого бюрократа, який спокійно володів величезною владою як віцепрезидент Джорджа Буша, змінюючи країну і земну кулю.

## У ролях
| Актор                  | Роль             |
| ---------------------- | ---------------- |
| Крістіан Бейл          | Дік Чейні        |
| Емі Адамс Кейлі Спейні | Лінн Чейні       |
| Стів Керелл            | Дональд Рамсфелд |
| Сем Роквелл            | Джордж Буш       |
| Тайлер Перрі           | Колін Павелл     |
| Елісон Пілл            | Мері Чейні       |
| Лілі Рейб              | Ліз Чейні        |
| Джессі Племенс         | Курт             |
| Джастін Кірк           | Льюїс Ліббі      |
| Ліза Гей Гемілтон      | Кондоліза Райс   |
| Едді Марсан            | Пол Вулфовіц     |
| Білл Кемп              | Джеральд Форд    |
| Шей Віґем              | Вей Вінсент      |
| Стівен Адлі Гурджіс    | Джордж Тенет     |
| Метью Джейкобс         | Антонін Скалія   |
| Кірк Бовілл            | Генрі Кіссинджер |
| Джозеф Бек             | Карл Роув        |
| Пол Перрі              | Трент Лотт       |
| Альфред Моліна         | офіціант         |
| Наомі Воттс            | ведуча новин     |

## Створення фільму

### Виробництво
Основні зйомки фільму почались наприкінці вересня 2017 і проходили в Санта-Кларіті, США.

### Знімальна група
- Кінорежисер — 	Адам Мак-Кей
- Сценарист — Адам Мак-Кей
- Кінопродюсери — Вілл Ферелл, Меган Еллісон, Деде Гарднер, Джеремі Клейнер, Адам Мак-Кей, Кевін Дж. Мессвік, Бред Пітт
- Виконавчий продюсер — Челсі Барнард, Джуліан Лонгнекер, Джефф Дж. Ваксмен, Робін Холі
- Композитор — Ніколас Брітелл
- Кінооператор — Ґреґ Фрейзер
- Кіномонтаж — Генк Корвін
- Художник-постановник — Патріс Верметт
- Артдиректор — Девід Меєр, Дін Волкотт
- Художник-декоратор — Джен Паскал
- Художник-костюмер — Сюзан Метісон
- Підбір акторів — Кейті Дрісколл, Франсін Мейслер[9]

## Сприйняття

### Критика
Фільм отримав змішані відгуки. На сайті Rotten Tomatoes оцінка стрічки становить 66 % на основі 284 відгуків від критиків (середня оцінка 6,7/10) і 54 % від глядачів із середньою оцінкою 3,1/5 (2,741 голос). Фільму зарахований «стиглий помідор» від кінокритиків та «розсипаний попкорн» від глядачів, Internet Movie Database — 7,1/10 (19 590 голосів), Metacritic — 61/100 (52 відгуків критиків) і 6,0/10 (102 відгуки від глядачів).

### Номінації та нагороди
| Нагороди та номінації фільму « Влада» | Нагороди та номінації фільму « Влада»   | Нагороди та номінації фільму « Влада»        | Нагороди та номінації фільму « Влада»      | Нагороди та номінації фільму « Влада» | Нагороди та номінації фільму « Влада» |
| Рік                                   | Кінофестиваль/кінопремія                | Категорія/нагорода                           | Номінант                                   | Результат                             |                                       |
| ------------------------------------- | --------------------------------------- | -------------------------------------------- | ------------------------------------------ | ------------------------------------- | ------------------------------------- |
| 2018                                  | Асоціація кінокритиків Чикаго           | Найкращий актор                              | Крістіан Бейл                              | Номінація                             |                                       |
| 2018                                  | Асоціація кінокритиків Чикаго           | Найкращий оригінальний сценарій              | Адам Мак-Кей                               | Номінація                             |                                       |
| 2019                                  | «Золотий глобус»                        | Найкраща чоловіча роль (комедія або мюзикл)  | Крістіан Бейл                              | Перемога                              |                                       |
| 2019                                  | «Золотий глобус»                        | Найкращий сценарій                           | Адам Мак-Кей                               | Номінація                             |                                       |
| 2019                                  | «Золотий глобус»                        | Найкращий режисер                            | Адам Мак-Кей                               | Номінація                             |                                       |
| 2019                                  | «Золотий глобус»                        | Найкраща жіноча роль другого плану           | Емі Адамс                                  | Номінація                             |                                       |
| 2019                                  | «Золотий глобус»                        | Найкращий фільм (комедія або мюзикл)         | «Влада»                                    | Номінація                             |                                       |
| 2019                                  | «Золотий глобус»                        | Найкраща чоловіча роль другого плану         | Сем Роквелл                                | Номінація                             |                                       |
| 2019                                  | БАФТА                                   | Найкраща чоловіча роль другого плану         | Сем Роквелл                                | Номінація                             |                                       |
| 2019                                  | БАФТА                                   | Найкраща жіноча роль другого плану           | Емі Адамс                                  | Номінація                             |                                       |
| 2019                                  | БАФТА                                   | Найкраща чоловіча роль                       | Крістіан Бейл                              | Номінація                             |                                       |
| 2019                                  | БАФТА                                   | Найкращий оригінальний сценарій              | Адам Мак-Кей                               | Номінація                             |                                       |
| 2019                                  | БАФТА                                   | Найкращий монтаж                             | Генк Корвін                                | Перемога                              |                                       |
| 2019                                  | БАФТА                                   | Найкращий грим                               |                                            | Номінація                             |                                       |
| 2019                                  | Премія Гільдії кіноакторів              | Найкраща чоловіча роль                       | Крістіан Бейл                              | Номінація                             |                                       |
| 2019                                  | Премія Гільдії кіноакторів              | Найкраща жіноча роль другого плану           | Емі Адамс                                  | Номінація                             |                                       |
| 2019                                  | AACTA                                   | Найкраща чоловіча роль                       | Крістіан Бейл                              | Номінація                             |                                       |
| 2019                                  | AACTA                                   | Найкраща жіноча роль другого плану           | Емі Адамс                                  | Номінація                             |                                       |
| 2019                                  | AACTA                                   | Найкраща чоловіча роль другого плану         | Сем Роквелл                                | Номінація                             |                                       |
| 2019                                  | AACTA                                   | Найкращий фільм                              | «Влада»                                    | Номінація                             |                                       |
| 2019                                  | «Едді»                                  | Найкращий монтаж фільму — комедія            | Генк Корвін                                | Номінація                             |                                       |
| 2019                                  | «Вибір критиків»                        | Найкраща чоловіча роль                       | Крістіан Бейл                              | Перемога                              |                                       |
| 2019                                  | «Вибір критиків»                        | Найкращий актор в комедійному фільмі         | Крістіан Бейл                              | Перемога                              |                                       |
| 2019                                  | «Вибір критиків»                        | Найкращий грим                               | «Влада»                                    | Перемога                              |                                       |
| 2019                                  | «Вибір критиків»                        | Найкращий фільм                              | «Влада»                                    | Номінація                             |                                       |
| 2019                                  | «Вибір критиків»                        | Найкраща жіноча роль другого плану           | Емі Адамс                                  | Номінація                             |                                       |
| 2019                                  | «Вибір критиків»                        | Найкращий режисер                            | Адам Мак-Кей                               | Номінація                             |                                       |
| 2019                                  | «Вибір критиків»                        | Найкращий оригінальний сценарій              | Адам Мак-Кей                               | Номінація                             |                                       |
| 2019                                  | «Вибір критиків»                        | Найкращий акторський склад                   | «Влада»                                    | Номінація                             |                                       |
| 2019                                  | «Вибір критиків»                        | Найкращий монтаж                             | Генк Корвін                                | Номінація                             |                                       |
| 2019                                  | Премія Лондонського гуртка кінокритиків | Найкраща чоловіча акторська робота року      | Крістіан Бейл                              | Номінація                             |                                       |
| 2019                                  | Премія Лондонського гуртка кінокритиків | Найкращий британський/ірландський актор року | Крістіан Бейл                              | Номінація                             |                                       |
| 2019                                  | Премія «Оскар»                          | Найкращий фільм року                         | «Влада»                                    | Номінація                             |                                       |
| 2019                                  | Премія «Оскар»                          | Найкраща режисерська робота                  | Адам Мак-Кей                               | Номінація                             |                                       |
| 2019                                  | Премія «Оскар»                          | Найкраща чоловіча роль                       | Крістіан Бейл                              | Номінація                             |                                       |
| 2019                                  | Премія «Оскар»                          | Найкраща чоловіча роль другого плану         | Сем Роквелл                                | Номінація                             |                                       |
| 2019                                  | Премія «Оскар»                          | Найкраща жіноча роль другого плану           | Емі Адамс                                  | Номінація                             |                                       |
| 2019                                  | Премія «Оскар»                          | Найкращий оригінальний сценарій              | Адам Мак-Кей                               | Номінація                             |                                       |
| 2019                                  | Премія «Оскар»                          | Найкращий монтаж                             | Генк Коруїн                                | Номінація                             |                                       |
| 2019                                  | Премія «Оскар»                          | Найкращий грим та зачіски                    | Грег Кенном, Кейт Біско та Патриція Дегані | Перемога                              |                                       |